# NANNO DVD BOX
『NANNO DVD BOX』（ナンノ・ディ・ブイ・ディ・ボックス）は、南野陽子のボックス・セット。発売元はソニー・ミュージックダイレクト。2005年9月28日発売。規格品番：MHBL-1051/62。

## 解説
南野のデビュー20周年を記念して、過去にCBS・ソニー→Sony Recordsから発売された11本のVHS映像作品をDVD化。
更に未公開映像・未発売映像を収録したボーナスDVD1枚を加えた12枚組のボックス・セット。ファースト・コンサートの復刻版パンフレット付。

## 収録曲

### DVD1　ときめき、ください。
1. "春景色"より
2. "花びらの季節"より
3. "潔白"より
4. 恥ずかしすぎて
5. 涙の海で眠りましょう
6. 悲しみモニュメント
7. さよならのめまい

### DVD2　ファーストコンサート
1. さよなら、夏のリセ
2. 涙の海で眠りましょう
3. 春景色
4. 私たちのメリーゴーランド
5. 風のマドリガル
6. 恥ずかしすぎて
7. 悲しみモニュメント
8. 潔白
9. さよならのめまい
10. 優しいたそがれ

### DVD3　NANNO CLUB
1. オープニング
2. NANNOメモリアル・アルバム
3. NANNOデータ・バンク
4. 南野陽子デビュー!
5. NANNOビジュアル・メモリー
6. NANNOの部屋
7. 二十才を迎えて…

### DVD4　サマー・コンサート
1. オープニング オルゴール・セレナーデ
2. 日曜日のクラスメート
3. 花束を壊して
4. 私の中のヴァージニア
5. 恥ずかしすぎて
6. パンドラの恋人
7. ひとつ前の赤い糸
8. シンデレラ城への長い道のり
9. ひとりっきりの夏は
10. ～メドレー～
11. 話しかけたかった

### DVD5　FROM サマー・コンサート
1. 恥ずかしすぎて
2. ひとつ前の赤い糸
3. ひとりっきりの夏は
4. 話しかけたかった

### DVD6　COLORFUL AVE.
1. -in N.Y.-　introduction(天使のアーチェリー)
2. -in N.Y.-　Hello!Goodmorning
3. -in N.Y.-　はいからさんが通る
4. -in N.Y.-　メルヘン・ロード
5. -in N.Y.-　微笑みカプセル -Don't worry my friend-
6. -in BAHAMAS-　カリブへ行きたい
7. -in BAHAMAS-　吐息でネット
8. -in BAHAMAS-　どうやって愛したらいいの?
9. -in BAHAMAS-　SPLASH
10. -in N.Y. & BAHAMAS-　あなたを愛したい

### DVD7　ETE DU CINEMA
1. Hello!Goodmorning
2. 風のマドリガル
3. 月のファウンテン
4. カリブへ行きたい
5. さよならにマティーニは禁物
6. あなたを愛したい
7. マイ・ファニー・IVY
8. はいからさんが通る
9. 微笑みカプセル -Don't worry my friend-
10. 吐息でネット
11. マイ・ハート・バラード -instrumental-

### DVD8　思いのままに
1. トラブル・メーカー
2. マニキュアがかわく間に
3. それは夏の午後
4. 秋からも、そばにいて
5. メリー・クリスマス
6. 知ってると思ってた
7. 愛してる
8. ～メドレー～
9. あなたを愛したい
10. 涙はどこへいったの
11. 瞳のなかの未来
12. マイ・ファニー・IVY
13. 月夜のくしゃみ
14. 思いのままに

### DVD9　ABEND
1. プロローグ
2. お願いプライベートムーン
3. O-JAWS
4. 耳をすましてごらん
5. 安息の午後
6. パルファム
7. 誰が為に地球はまわる
8. 思い出を思い出さないように
9. ダブルゲーム
10. 誘惑のサタデーナイト
11. ～メドレー～
12. へんなの!!
13. Lonely Night

### DVD10　時の流れに
1. 思いのままに
2. 恥ずかしすぎて
3. さよならのめまい
4. 悲しみモニュメント
5. 風のマドリガル
6. 接近
7. 楽園のDoor
8. 話しかけたかった
9. パンドラの恋人
10. 秋のIndication
11. はいからさんが通る
12. 吐息でネット
13. 8月の風
14. カーニバル後
15. それぞれ
16. あなたを愛したい
17. 涙はどこへいったの
18. 秋からも、そばにいて
19. フィルムの向こう側
20. ダブルゲーム
21. 耳をすましてごらん
22. ～メドレー～
23. 夏のおバカさん
24. 幸せ
25. 幸せ（ENCORE）

### DVD11　Dear My Best
1. OPENING 思いのままに
2. 恥ずかしすぎて
3. さよならのめまい
4. 悲しみモニュメント
5. 風のマドリガル
6. 接近
7. 楽園のDoor
8. 話しかけたかった
9. パンドラの恋人
10. 秋のIndication
11. はいからさんが通る
12. 吐息でネット
13. あなたを愛したい
14. 秋からも、そばにいて
15. 涙はどこへいったの
16. トラブル・メーカー
17. フィルムの向こう側
18. ダブルゲーム
19. へんなの!!
20. 耳をすましてごらん
21. KISSしてロンリネス
22. 夏のおバカさん
23. さよなら、夏のリセ -BONUS TAKES-
24. 恥ずかしすぎて -BONUS TAKES-

### DVD12　特典映像
1. -NANNO Visual Fair-　オープニング 兄貴が彼女を連れて来た
2. -NANNO Visual Fair-　星降る夜のシンフォニー
3. -NANNO Visual Fair-　～メドレー～
4. -NANNO Visual Fair-　エイプリル・フール
5. -NANNO Visual Fair-　私の中のヴァージニア
6. -NANNO Visual Fair-　恥ずかしすぎて
7. -NANNO Visual Fair-　接近
8. -NANNO Visual Fair-　春景色
9. -NANNO Visual Fair-　話しかけたかった
10. -Glico ORIGINAL VIDEO-　JUST SWEET LOVE（再編集）
11. -1989 ベネチア、ローマ-
12. -そして、2005年 夏-